# Гапченко, Эмма Васильевна
Эмма Васильевна Гапченко (24 февраля 1938, Ступино, Московская область — 6 декабря 2021) — советская спортсменка (стрельба из лука), заслуженный мастер спорта СССР (1971).

## Заслуги
Рекордсменка СССР и мира по стрельбе из лука, абсолютная чемпионка мира по стрельбе из лука 1971 года, трёхкратная чемпионка мира и Европы, бронзовый призёр Олимпийских игр 1972 года в Мюнхене (её медаль явилась первой олимпийской медалью советских лучников). Многократная чемпионка Москвы по стрельбе из лука, входила в команду Вооруженных Сил («Динамо»).
Спортивные достижения Эммы Гапченко оставили яркий след в летописи побед советского спорта. Она была десятикратной чемпионкой Москвы (1967—1975 и 1978). В сумме упражнения М-2, М-1 и на различных дистанциях ей удалось установить четырнадцать личных рекордов СССР, два из которых — 1235 очков (М-1) и 311 очков (50 м) — зарегистрированы рекордами мира.

## Биография
Эмма Гапченко родилась в подмосковном городке Ступино. Она хорошо училась в школе, затем в техникуме. Любила бегать, плавать, играть в волейбол, ходить в туристские походы.
Стрельбой из лука занялась в 1965 году под руководством тренера М. Н. Зайцева. По окончании спортивной карьеры проживала в Москве. Входила в число членов программы поддержки призёров Олимпийских игр, достигших пенсионного возраста.
Скончалась 6 декабря 2021 года.